# Oflag IV C Colditz

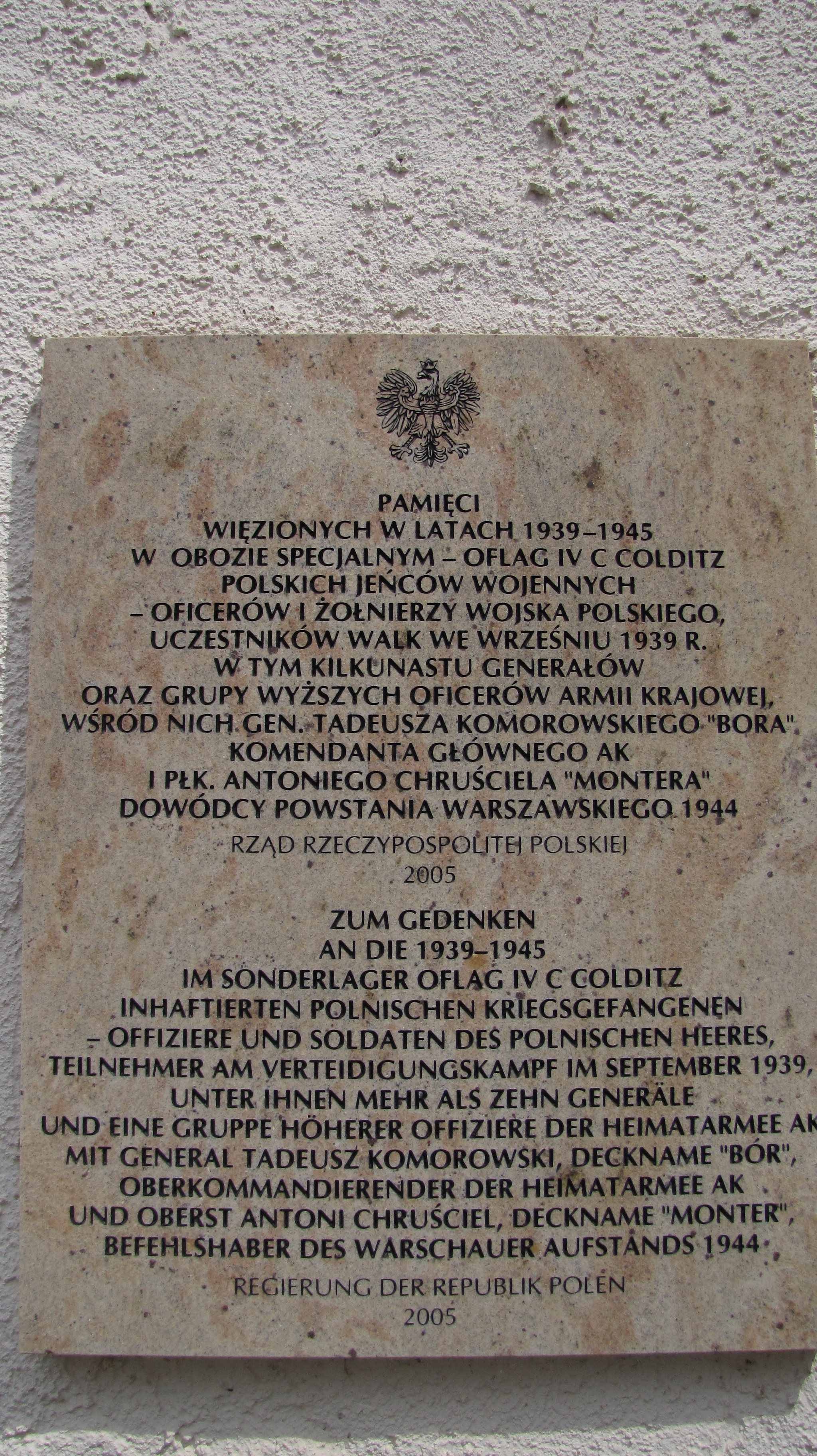
Tablica pamiątkowa upamiętniająca polskich jeńców wojennych

Jeniecki obóz specjalny Oflag IV C – niemiecki obóz jeniecki z czasu II wojny światowej położony w miejscowości Colditz oddalonej około 40 km od stolicy Saksonii – Drezna. Znajduje się tam renesansowy zamek, w murach którego założono obóz karny.

## Historia
Międzynarodowy obóz specjalny Colditz IV C przeznaczony był dla szczególnie ważnych oficerów wojsk alianckich i oficerów, którzy wsławili się ucieczkami z innych obozów. Funkcjonował od października 1939 do kwietnia 1945. Polscy jeńcy przebywali tu w trzech okresach: w październiku 1939 przybyła pierwsza grupa oficerów, kolejna – w listopadzie 1939, a ostatnia w lutym 1945.
Pod koniec 1939 w Colditz pozostawało ponad czterystu polskich oficerów i podchorążych. Na przełomie 1939 i 1940 w obozie znajdowało się około kilkunastu polskich generałów, np.: Janusz Gąsiorowski, Wincenty Kowalski, Stanisław Oktawiusz Małachowski, Wiktor Thommée, Władysław Bończa-Uzdowski, Władysław Bortnowski. Tutaj po kampanii wrześniowej więziony był wiceadmirał Józef Unrug. 22 maja 1940 r. wszystkich oficerów polskich przebywających w Colditz przewieziono do Oflagu II A Prenzlau, zaś generałów do Oflagu IV B Königstein/Sächsische Schweiz wraz z podchorążymi, których odesłano do stalagów. Wiosną 1942 w obozie przebywało czterdziestu ośmiu oficerów i osiemnastu szeregowców WP. Opuścili oni Colditz dopiero w sierpniu 1943. Po ich wyjeździe zamek w Colditz miał być wyłącznie obozem dla Brytyjczyków, a w okresie późniejszym także dla jeńców amerykańskich. Jedynym odstępstwem od tej zasady było właśnie przewiezienie 5 lutego 1945 dwudziestoosobowej grupy żołnierzy z powstania warszawskiego na czele z gen. Tadeuszem Borem-Komorowskim. Przybyli z nim także: gen. Antoni Chruściel, gen. Tadeusz Pełczyński, gen. Tadeusz Kossakowski, kpt. Stanisław Jankowski, płk Kazimierz Iranek-Osmecki.
Na zamku znajduje się wystawa w języku polskim i niemieckim, poświęcona głównie postaci gen. Tadeusza Bora-Komorowskiego.
Wśród uwięzionych w Colditz oficerów Niemcy wyróżniali kategorię tzw. „prominentnych”, do których zaliczali m.in. członków rodzin alianckich polityków (takim jeńcem był np. Giles Romilly, bratanek żony Winstona Churchilla).
Z uwagi na no to, iż w Colditz przebywali jeńcy szczególnie ważni dla III Rzeszy bądź tacy, którzy uciekali z poprzednich miejsc uwięzienia, Niemcy byli zmuszeni utrzymywać w Colditz dość znaczny (w porównaniu z innym obozami jenieckimi) garnizon liczący około 70 ludzi.
Należy podkreślić, iż wobec jeńców umieszczonych w Colditz Niemcy przez cały okres istnienia obozu przestrzegali wszelkich postanowień konwencji genewskiej. Próby ucieczki były karane jedynie umieszczeniem w areszcie obozowym.
W ciągu całego okresu istnienia obozu 31 jeńcom udało się zbiec z obozu, przy czym 16 uciekło z samego zamku, pozostałych zaś 15 uczyniło to, kiedy byli poza jego murami, np. w czasie pobytu w szpitalu czy też wizyty u dentysty.